# 森久保作蔵

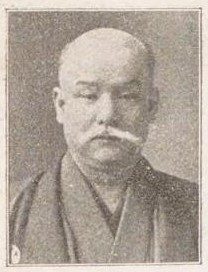
森久保作蔵

森久保 作蔵（作藏、もりくぼ さくぞう、1855年8月9日（安政2年6月27日）- 1926年（大正15年）11月4日）は、明治から大正期の農業経営者・自由民権家・政治家。衆議院議員（東京府郡部選出、当選5回）。族籍は東京府平民。

## 経歴
武蔵国多摩郡高幡村（神奈川県南多摩郡高幡村、七生村、東京府南多摩郡七生村、日野町を経て現日野市）で、農業・森久保庄五郎の長男として生まれる。1868年（明治元年2月）家督を相続し、農業を営む。
石坂昌孝、村野常右衛門らと自由民権運動を推進した。1884年（明治17年）南平村外7村連合村会議員、高幡村会議員に就任。1886年（明治19年）大阪事件に連座し逮捕されたが、同年12月に免訴となった。1888年（明治21年）6月、横浜で神奈川通信社を設けて通信員となり自由党の再建を目指した。1889年（明治22年）中島信行らと政治結社、神奈川県倶楽部を組織し、同年11月、神奈川県会議員補欠選挙で当選し、同常置委員も務めた。
三多摩の東京府編入後は、東京府会議員、同常置委員、東京市会議員、同参事会員を務めた。日清戦争では軍夫玉組を24名で組織し、澎湖島に渡り岩崎大佐の指揮下で道路工事、井戸堀などに従事した。
石坂昌孝の議員辞職に伴い、1896年（明治29年）10月に実施された東京府第13区の第4回衆議院議員総選挙補欠選挙に出馬して初当選。以後、第9回から第12回総選挙まで連続4回当選し、衆議院議員に通算5期在任した。この間、立憲政友会発会準備委員、同協議員などを務めた。
実業界では、鬼怒川水力電気、玉南鉄道各相談役、江ノ島電気鉄道（現江ノ島電鉄）取締役、八王子倉庫銀行取締役、殖産銀行取締役などを務めた。

## 人物
住所は東京牛込神楽町二丁目。

## 国政選挙歴
- 第4回衆議院議員総選挙補欠選挙（東京府第13区、1896年10月）当選[10]
- 第5回衆議院議員総選挙（東京府第13区、1898年3月、無所属）落選[15]
- 第9回衆議院議員総選挙（東京府郡部、1904年3月、立憲政友会）当選[16]
- 第10回衆議院議員総選挙（東京府郡部、1908年5月、立憲政友会）当選[17]
- 第11回衆議院議員総選挙（東京府郡部、1912年5月、立憲政友会）当選[17]
- 第12回衆議院議員総選挙（東京府郡部、1915年3月、立憲政友会）当選[17]

## 家族・親族
森久保家
- 祖母・シヤウ（1832年 - ?、東京、井上庄七の長女）[2]
- 父・庄五郎[2]
- 弟・重太郎[2]（1868年 - 1933年、カイロプラクター）[6] - 1887年4月に渡米する[6]。
- 妻・セイ（1854年 - ?、東京、中村彌七の長女）[2]
- 長男・善太郎（1876年 - 1923年、京成電気軌道、鬼怒川水力電気各取締役）[18]
  - 同妻・壽（1889年 - ?、岡山、小林戒三の妹）[18]
  - 同長男[2]
  - 同二男[18]
  - 同長女[18]
- 長女、二女、養子[2]
- 孫[2]

## 評伝
- 矢野政二『森久保作蔵論』時事評論社、1927年。